# Vladimir Popović (ur. 1976)
Vladimir Popović (ur. 5 czerwca 1976 w Titogradzie) – czarnogórski piłkarz, grający na pozycji obrońcy. Gracz między innymi Sportingu Gijón, Malagi i Getafe.